# Prométhée. Le Poème du feu
Prométhée. Le Poème du feu, (Sinfonia n. 5), Op. 60, è un poema sinfonico scritto da Aleksandr Nikolaevič Skrjabin nel 1910 per pianoforte, orchestra, coro opzionale e clavier à lumières o "Chromola" (un color organ inventato da Preston Millar, di fatto raramente presente nelle esecuzioni del pezzo, comprese quelle durante la vita di Skrjabin). Prométhée è solo vagamente basato sul mito di Prometeo. Una esecuzione tipica dura circa 20 minuti.

## Struttura
La musica è complessa e in qualche modo dissonante, basata quasi interamente su varie inversioni e trasposizioni del modello di sonorità di Skrjabin: La Re♯ Sol Do♯ Fa♯ Si. Sabaneyev si riferiva a questo accordo, che apre l'opera in modo stranamente statico, come all'accordo di Prometeo. Successivamente divenne noto come accordo mistico. Ma dopo una dissonanza inarrestabile in tutto, il poema sinfonico termina con una risplendente triade in Fa diesis maggiore, l'unica sonorità consonante dell'intera composizione.

## Organo a colori
La parte per organo a colori è annotata su un rigo a sé stante, in chiave di violino nella parte superiore della partitura, e si compone di due parti: una cambia con l'armonia e va sempre alla nota fondamentale dell'armonia prevalente e produce quindi il colore che Skrjabin ha associato a ciascun tasto; l'altra è costituita da note molto più lunghe sostenute per il tramite di molte battute e non sembra essere correlato all'armonia (o quindi alla prima parte), ma per la maggior parte aumenta lentamente la scala di un tono intero alla volta, essendo i cambiamenti lontani diverse pagine della partitura, o lontani un minuto o due. Non è chiaro quale relazione abbia questa parte con la prima parte o con la musica nel suo insieme. La partitura non spiega come due colori diversi debbano essere presentati contemporaneamente durante un'esecuzione. Questa parte di organo colorato contiene anche per breve tempo tre parti ad un certo punto della partitura.
Le fonti differiscono su quali fossero le intenzioni di Skrjabin per la realizzazione della parte dell'organo a colori: molti affermano che i colori dovevano essere mostrati su uno schermo di fronte al pubblico; ma altri affermano che i colori avevano lo scopo di inondare l'intera sala da concerto e che mostrarli su uno schermo era semplicemente il compromesso adottato dopo che il tentativo di inondazione della sala da concerto si era dimostrato impossibile o impraticabile. La partitura stessa non contiene indicazioni su come questo debba essere gestito.

## Partitura
La partitura è scritta per:
Voci: 
- coro misto (SATB)
- senza parole
- ad lib.

Orchestra: 
- ottavino, 3 flauti, 3 oboi, corno inglese, 3 clarinetti (Si♭), clarinetto basso (Si♭), 3 fagotti, controfagotto
- 8 corni (Fa), 5 trombe (Si♭), 3 tromboni, tuba
- timpani, grancassa, piatti, tam-tam, triangolo, tamburo, glockenspiel (per 2 orchestrali), campane tubolari
- pianoforte, organo o armonium, celesta, clavier à lumières (ad lib), 2 arpe, archi

## Esecuzioni rilevanti
La prima fu diretta da Sergej Aleksandrovič Kusevickij a Mosca il 2 marzo 1911. Il 21 marzo 1915 fu eseguita per la prima volta con luci colorate dalla Russian Symphony Orchestra con Marguerite Volavy al pianoforte, diretta da Modest Altschuler, alla Carnegie Hall. Altschuler e Skrjabin erano contemporanei al Conservatorio di Mosca nei primi anni del 1890.
Sir Henry Wood aveva in programma di dirigere Prometheus con la parte per clavier à lumières, ma la prima guerra mondiale impedì l'esecuzione. Il lavoro fu eseguito per la prima volta con luci colorate in Inghilterra il 4 maggio 1972, dalla London Symphony Orchestra diretta da Elyakum Shapirra alla Royal Albert Hall.
Per una descrizione di molte altre esibizioni che impiegano nuovi approcci alla realizzazione del colore in questo lavoro, vedi Hugh MacDonald, The Musical Times 124 (1983) pp. 600–602.
Nel 1995 l'Orchestra Filarmonica di Liegi diretta da Pierre Bartholomee realizza una versione di questo progetto affidando la realizzazione del clavier à lumières a Enrico Bagnoli
Nel 2006 il pianista russo Andrej Choteev realizzò un progetto nella Grande Sala della Laeiszhalle Amburgo: come solista accompagnato dall'Hamburger Symphoniker diretta da Andrej Borejko, presentò l'autentica partitura a colori con le clavier à lumières, così come voluto da Skrjabin, riscoperta da lui.
Nel 2010 l'Orchestra Sinfonica di Yale, sotto la direzione di Toshiyuki Shimada e in collaborazione con il Dipartimento di Musica di Yale e la dottoressa Anna Gawboy, eseguì il lavoro con clavier à lumières e illuminazione completa della sala usando le indicazioni fornite dalle annotazioni di Skrjabin.

## Trascrizione
Leonid Sabaneev trascrisse il poema sinfonico per due pianoforti (quattro mani) nel 1911. Quando inizialmente lo propose, Skrjabin era dell'opinione che sarebbero state necessarie almeno otto mani e si dice che il compositore fosse un po' sconcertato quando si rese conto che il suo pezzo poteva essere ridotto in questo modo.